# Acrulogonia smidti
Acrulogonia smidti är en insektsart som först beskrevs av Metcalf 1965.  Acrulogonia smidti ingår i släktet Acrulogonia och familjen dvärgstritar. Inga underarter finns listade i Catalogue of Life.